# Somálština
Somálština je jazyk patřící do afroasijské jazykové rodiny, do kúšitské jazykové větve. Somálština je oficiálním jazykem Somálska. Lidé mluvící somálštinou žijí také v Džibutsku, Etiopii, Keni, Ománu, Jemenu, Saúdské Arábii, Kataru a ve Spojených arabských emirátech.
Počet mluvčích je odhadován na 12,7 mil (z toho cca 7,8 mil v Somálsku). Následkem občanské války na počátku 90. let jsou kromě afrických a asijských zemí i několikatisícové somálsky hovořící menšiny ve Finsku, Švédsku, Spojeném království, Itálii a také v Austrálii. Pro somálštinu se používá třípísmenná zkratka SOM.

## Písmo
Původně se psala arabskou abecedou. Ve 20. letech 20. století vytvořil somálský jazykovědec vlastní abecedu, pojmenovanou po svém tvůrci Osmanya. Ta se však nerozšířila a v roce 1972 byla nahrazena latinkou. Tato událost měla historický význam, neboť došlo ke zjednodušení administrativy. Teprve zavedením písma byly vytvořeny podmínky ke vzniku spisovného somálského jazyka a ke kodifikaci jeho normy. Somálština později nahradila ve funkci úředního psaného jazyka arabštinu.
Jedná se o souhláskový systém písma. V somálské abecedě jsou navíc znaky kh, sh, dh, naopak chybí p, v, z. Délka samohlásek je graficky vyjádřena jejich zdvojením.
Skloňuje se buď přidáváním předpon a přípon, nebo změnou přímo v kořeni slova. Somálština užívá dva gramatické rody: mužský a ženský.

## Somálská literatura
Somálci byli dlouhou dobu známí jako národ básníků. Protože až do 70. let 20. století neměla somálština psanou formu, byly básně a vyprávění předávány z generace na generaci ústně. Mnoho z nich bylo později sepsáno. Tématy somálské poezie byly historie, filosofie a klanová politika, stejně jako chvála nebo naopak zesměšňování lidí nebo zvířat. Nejznámějším somálským básníkem je vůdce muslimských Dervišů, Muhammed Abdullah Hassan.
Nejznámějším somálským spisovatelem se stal Nuruddin Farah, mezinárodně známý pro své romány o ženských tématech a bojích za lidská práva v postkoloniální Africe From a Crooked Rib (1970), Maps (1986) a Gifts (1992).

## Dialekty
V rámci somálštiny je rozlišováno 5 dialektů: severní, jižní/Maay a Digil, benaadir, Ashraaf.
Základem pro standardní/spisovnou somálštinu je severní somálština, kterou převážně mluví kočovné pastevecké populace. Je srozumitelná mluvčím benaadirské somálštiny, ale složitá nebo nesrozumitelná je mluvčím jižní somálštiny – převážně rolníci – zvláště kvůli jiné větné struktuře a fonologii. Benaadirskou somálštinou hovoří obyvatelé měst na pobřeží. Dialektem Ashraaf mluví obyvatelé Merky a Mogadiša, i tento dialekt má omezenou srozumitelnost vůči standardní somálštině.
Dialekty Maay a Digil se dělí dále na několik jazyků, např. Af-Helledi, jejž používají lovci jako tajný jazyk, Jiiddu nebo Tunni.

## Příklady

### Číslovky
| Somálsky | Česky |
| kow      | jeden |
| labbo    | dva   |
| saddex   | tři   |
| afar     | čtyři |
| shan     | pět   |
| liix     | šest  |
| todobba  | sedm  |
| sideed   | osm   |
| sagaal   | devět |
| tobban   | deset |

## Vzorový text

### Všeobecná deklarace lidských práv
| somálsky | Aadanaha dhammaantiis wuxuu dhashaa isagoo xor ah kana siman xagga sharafta iyo xuquuqada. Waxaa Alle (Ilaah) siiyay aqoon iyo wacyi, waana in qof la arkaa qofka kale ula dhaqmaa si walaaltinimo ah. |
| česky    | Všichni lidé se rodí svobodní a sobě rovní co do důstojnosti a práv. Jsou nadáni rozumem a svědomím a mají spolu jednat v duchu bratrství.                                                             |